# Miejska Biblioteka Publiczna w Chorzowie
Miejska Biblioteka Publiczna w Chorzowie − instytucja kulturalna działająca na terenie miasta Chorzów, zajmująca się gromadzeniem, opracowaniem oraz udostępnianiem zbiorów bibliotecznych, a także udzielająca informacji na temat zbiorów własnych oraz obcych. Jako jednostka samorządowa finansowana jest z budżetu miasta.

## Historia

### Początki bibliotek w XIX wieku
Pierwsza polska biblioteka na terenie miasta (ówczesne Königshütte) powstała w 1872 roku przy Kółku Towarzyskim - polskiej organizacji kulturalnej. Prowadził ją Juliusz Ligoń, a w latach późniejszych jego syn Jan. Następnie, w roku 1882 powstała pierwsza w mieście biblioteka założona przez Towarzystwo Czytelni Ludowych (TCL). Wsparła ona wcześniejsze prywatne przedsięwzięcie chłopa Franciszka Spyry i kupca Jana Paula. Sieć bibliotek TCL rozwijała się, w 1914 r. działały w mieście 3 placówki, które prowadziły swą działalność aż do wybuchu II wojny światowej.
W XIX wieku działały także na terenie dzisiejszego Chorzowa inne biblioteki, m.in. przy zakładach pracy, parafiach, szkołach, stowarzyszeniach. Jedną ze społecznych inicjatyw była biblioteka na Klimzowcu, prowadzona przez górnika Antoniego Gerlicha.

### Okres międzywojenny
Po odzyskaniu przez Polskę niepodległości w 1918 r. oraz po podziale Górnego Śląska po plebiscycie, Chorzów (wówczas Królewska Huta) znalazł się w granicach Polski. Na ten okres przypada też znaczny rozwój bibliotek TCL na terenie miasta. W kwietniu 1922 r. sekretariat TCL dla Górnego Śląska został przeniesiony z Gliwic do Królewskiej Huty. Miesiąc później, w maju 1922 r. w okręgu miejskim istniały już dwie biblioteki. Jedną z nich była Biblioteka im. Melanii Parczewskiej. Inicjatorem jej powstania był Stanisław Bełza, adwokat, pisarz i działacz kulturalny, który ofiarował duży księgozbiór społeczeństwu Królewskiej Huty. Biblioteka ta dzieliła pomieszczenie razem z biblioteką TCL w budynku przy ul. J.Sobieskiego 3 (została oddana przez miasto w administrację TCL). Liczba placówek TCL stale rosła, w 1934 r. było już 6 bibliotek, w których zgromadzono 19 354 woluminów oraz zapisanych było 6581 czytelników. Natomiast w roku 1937 – 10 bibliotek, 21 308 książek oraz 6725 zarejestrowanych czytelników.

### Lata powojenne

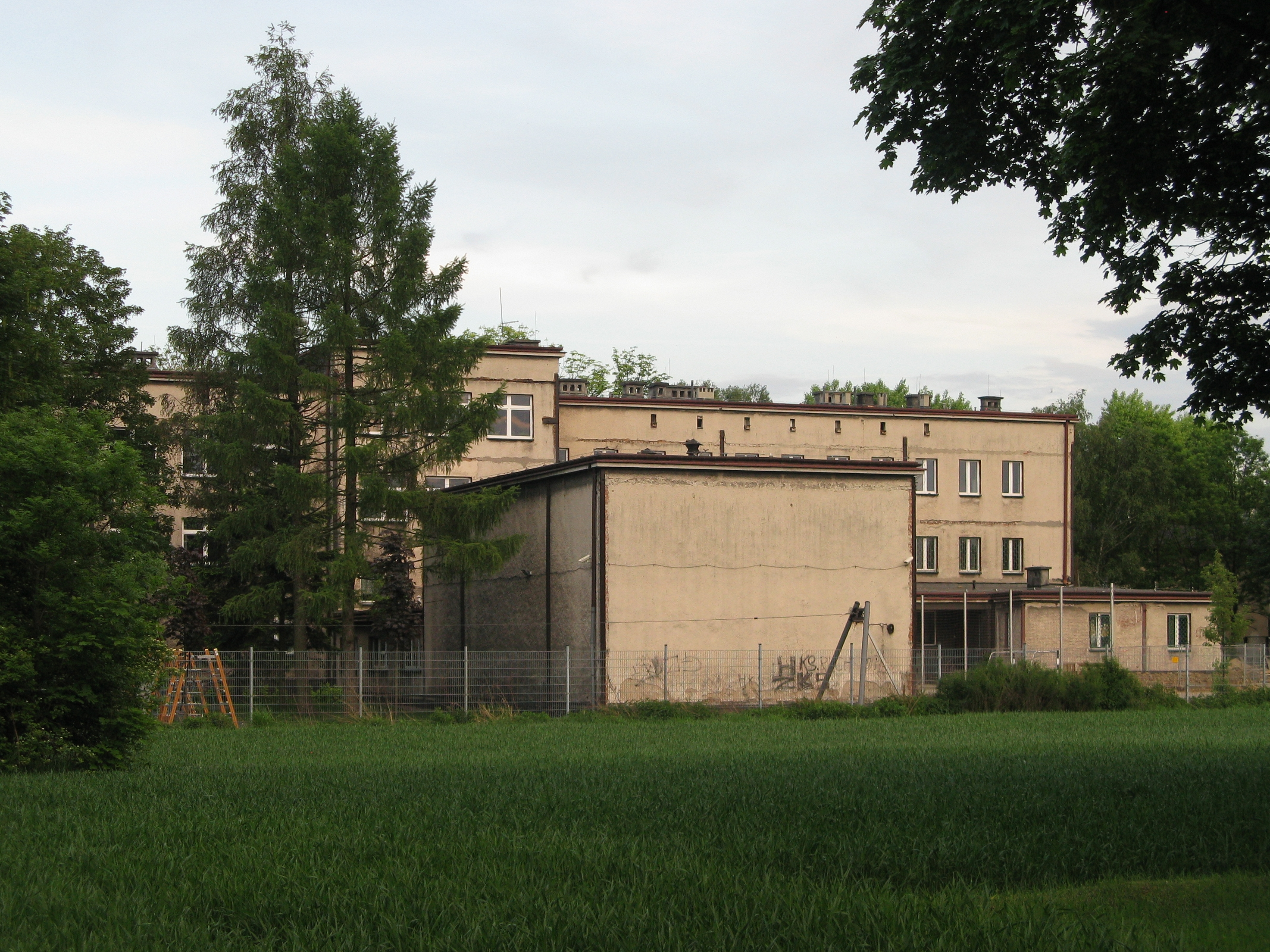
Budynek filii nr 1 w Maciejkowicach w 2018 roku

W sierpniu 1945 r., dzięki staraniom przewodniczącego Miejskiej Rady Narodowej Zygmunta Walacińskiego, powołana została Miejska Biblioteka Publiczna. Jej siedziba mieściła się przy ul. H. Sienkiewicza 3, w budynku przedwojennego Domu Ludowego. Był to mały i ciemny pokoik, który w grudniu 1945 r.mieścił 418 książek. Księgozbiór ten w całości pochodził ze społecznej zbiórki książek oraz datków pieniężnych, przeprowadzonej wśród mieszkańców miasta.
W 1948 r. MBP przeprowadziła się do nowej obszernej siedziby, znajdującej się w kamienicy przy ul. J.Sobieskiego 8. Do dziś budynek ten jest główną siedzibą MBP. W tym samym roku powstała pierwsza filia biblioteczna - w Maciejkowicach, a w latach następnych kolejne, m.in. na terenie Klimzowca i Chorzowa II. W 1955 r. sieć biblioteczna obejmowała już 7 filii, 2 czytelnie, zbiory liczyły 60 000 woluminów, a liczba zarejestrowanych czytelników wynosiła 14 500.
W kolejnych latach sieć biblioteczna nadal rozrastała się. W roku 1977, oprócz wypożyczalni centralnej i czytelni głównej, istniało już 17 filii, w tym 7 uniwersalnych, 5 dla dorosłych oraz 5 dziecięcych. Niestety po transformacji ustrojowej w 1989 r. liczba filii systematycznie zaczęła spadać. W latach 90. zamknięto ok. 5 filii bibliotecznych. W roku 2006 natomiast likwidacji uległy filie nr 15 i 16 (szpitalne) oraz filia 8 (dla dorosłych) i filia 13 (dziecięco-młodzieżowa).

## Struktura organizacyjna
| * Budynek główny MBP - ul. Jana Sobieskiego 8 - Wypożyczalnia centralna - Czytelnia naukowa i czasopism - Sekretariat - Dyrekcja - Dział instrukcyjny - Dział gromadzenia i opracowania zbiorów - Dział księgowości - Dział gospodarczy | * Filia 2 − ul. J. Ryszki 11/13, Klimzowiec - Filia 3 − ul. J. Kasprowicza 2, Chorzów Stary - Filia 4 − pl. L. Waryńskiego 4, Chorzów Batory - Filia 5 − pl. A. Mickiewicza 4, Chorzów II - Filia 9 − ul. B. Prusa 7, Chorzów Batory (Stare osiedle) - Filia 18 − ul. Gwarecka 2, Chorzów II - Filia 19 − ul. J. Kilińskiego 2, Centrum |

## Zbiory

### Księgozbiór
Biblioteka w swoich zbiorach posiada prawie 260 tys. woluminów (stan na dzień 31.12.2008) z zakresu wszystkich dziedzin wiedzy (wydawnictwa naukowe oraz popularnonaukowe) oraz literaturę beletrystyczną dla dzieci, młodzieży i dorosłych. Ponadto udostępniane są również starodruki, dokumenty życia społecznego (DŻS), Silesiana, Dzienniki Ustaw, rozporządzenia, zarządzenia i inne akty prawne.

### Czasopisma
MBP Chorzów prenumeruje 113 tytułów wydawnictw ciągłych (dzienniki, tygodniki, dwutygodniki, miesięczniki, dwumiesięczniki, kwartalniki, półroczniki, roczniki) w języku polskim oraz 4 tytuły obcojęzyczne. Dostępne są w Czytelni Naukowej i Czasopism oraz w poszczególnych filiach na terenie całego miasta. Ponadto Czytelnia Naukowa i Czasopism dysponuje archiwalnymi numerami 75 czasopism wydanych po 1945 r. oraz 35 tytułami, które ukazywały się do 1945 r.(niektóre roczniki są niekompletne).

### Książka mówiona
Filia 19 jako jedyna placówka MBP posiada zbiory "książki mówionej". Są to nagrania magnetofonowe oraz pliki multimedialne obsługiwane przez urządzenie "czytak", zawierające literaturę piękną oraz popularnonaukową. Wypożyczalnia "książki mówionej" dysponuje ok. 4 500 tytułów na nośniku magnetofonowym, w tym ok. 500 tytułów na "czytaka". Zbiory przeznaczone są dla osób niewidomych, niedowidzących oraz dyslektyków.

### Literatura obcojęzyczna
Biblioteka posiada w swoich zbiorach literaturę w języku angielskim, niemieckim, francuskim i rosyjskim. Zbiór liczy ok. 1000 tytułów z zakresu literatury pięknej oraz popularnonaukowej, w tym wydawnictwa słownikowe, albumowe oraz encyklopedyczne.

## Działalność
Miejska Biblioteka Publiczna w Chorzowie prowadzi szeroką działalność kulturalną, informacyjną, edukacyjną ze szczególnym uwzględnieniem propagowania czytelnictwa: 
- spotkania autorskie
- lekcje biblioteczne dla szkół połączone ze zwiedzaniem biblioteki
- zajęcia pozalekcyjne w formie zabaw i pogadanek dla dzieci (szczególnie w czasie wakacji oraz ferii zimowych)
- konkursy dla dzieci i młodzieży
- "Noce w bibliotece" − imprezy tematyczne skierowane do dzieci, odbywające się nocą, związane ze słynnymi bohaterami książkowymi ("Noc z Andersenem", "Noc z Harrym Potterem", "Noc w krainie Muminków" i inne)
- Dyskusyjne Kluby Książki (DKK)
- Festiwal Nordalia − biblioteka bierze udział w cyklicznej imprezie prezentującej literaturę i kulturę Skandynawii, organizowaną przez instytucje kultury i nauki w poszczególnych miastach południowej Polski. Odbywa się pod patronatem m.in. Ambasady Norwegii[13]
- wystawy tematyczne

MBP wydała w wersji drukowanej "Bibliografię Chorzowa", zawierającą 4240 wybranych pozycji bibliograficznych. Posiada także, aktualizowaną na bieżąco, elektroniczną bazę bibliograficzną, w której znajduje się ponad 15 500 opisów bibliograficznych związanych tematycznie z Chorzowem oraz elektroniczną kartotekę zagadnieniową.